# 圣格拉迪-阿里沃-米南
圣格拉迪-阿里沃-米南（法語：Saint-Gladie-Arrive-Munein，法語發音：[sɛ̃ ɡladi aʁiv mynɛ̃]）是法国大西洋比利牛斯省的一个市镇，位于该省中北部，属于奥洛龙-圣玛丽区。该市镇于1841年由原市镇圣格拉迪（Saint-Gladie）、阿里沃（Arrive）和米南（Munein）合并而成。

## 地理
圣格拉迪-阿里沃-米南（43°22'51"N, 0°55'56"W）面积6.53 平方千米，位于法国新阿基坦大区大西洋比利牛斯省，该省份为法国东南部省份，涵盖了贝阿恩与北巴斯克，西临大西洋比斯開灣，北至朗德省，东北接热尔省，东临上比利牛斯省，南与西班牙接壤。
与圣格拉迪-阿里沃-米南接壤的市镇（或旧市镇、城区）包括：巴罗特-卡米、多姆赞-贝罗特、埃斯皮于特、埃查里、吉纳尔特-帕朗蒂、蒙福尔、奥瑟兰里瓦雷特、索沃泰尔德贝阿恩、塔巴耶-于斯坎。

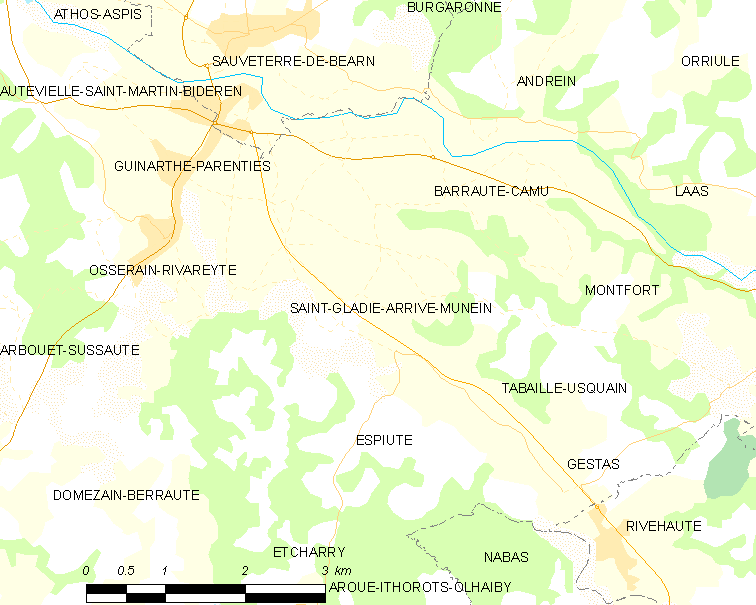
圣格拉迪-阿里沃-米南的OSM定位图

圣格拉迪-阿里沃-米南的时区为UTC+01:00、UTC+02:00（夏令时）。

## 行政
圣格拉迪-阿里沃-米南的邮政编码为64390，INSEE市镇编码为64480。

## 政治
圣格拉迪-阿里沃-米南所属的省级选区为奥尔泰兹-激流与盐之地县。

## 人口

1962-2008年间圣格拉迪-阿里沃-米南人口变化图示

圣格拉迪-阿里沃-米南于2022年1月1日时的人口数量为198人。